# EVALSO
EVALSO ist die Abkürzung für Enabling virtual access to Latin-american southern observatories (deutsch etwa: Ermöglichung von virtuellem Zugriff auf südliche Observatorien in Lateinamerika) eines Infrastrukturprojekt zur besseren digitalen Vernetzung von Standorten der Europäischen Südsternwarte (European Southern Observatory, ESO). Damit sollen unter anderem bessere Fernzugriffsmöglichkeiten und Telepräsenzanwendungen ermöglicht werden. Zentrale Maßnahme ist der Ersatz der bisherigen Anbindung der chilenischen Observatoriumsstandorte auf dem Cerro Paranal und dem Cerro Armazones durch Mikrowellen-Richtfunkstrecken mit einem über hundert Kilometer langen Glasfaserkabel nach Antofagasta. Die vier Kilometer langen Teilstücke wurden in einem etwa einen Meter tiefen Graben verlegt und in Spleißboxen zur Gesamtstrecke verbunden.
Das Projekt wurde zum Teil mit Geld aus dem 7. Forschungsrahmenprogramm (FP7) der Europäischen Kommission finanziert. 2008 wurde mit den Arbeiten begonnen und im Oktober 2010 der erste Übertragungstest absolviert.
Besonders das Datenaufkommen des Surveyteleskops VISTA, welches das des Very Large Telescope (VLT) um ein Vielfaches übersteigt, sprengte die Kapazität der bisherigen Anbindung und wurde auf Festplatten zum über 11.000 Kilometer entfernten Standort in Garching bei München transportiert.